# Сакаї Хірокі
Сакаї Хірокі (яп. 酒井宏樹, нар. 12 квітня 1990, Нагано) — японський футболіст, захисник клубу «Урава Ред Даймондс».
Насамперед відомий виступами за клуби «Олімпік Марсель», «Ганновер 96», а також національну збірну Японії.

## Клубна кар'єра
У дорослому футболі дебютував 2010 року виступами за команду клубу «Касіва Рейсол», в якій провів два сезони, взявши участь у 42 матчах чемпіонату.  Більшість часу, проведеного у складі «Касіва Рейсол», був основним гравцем захисту команди.
До складу клубу «Ганновер 96» приєднався 2012 року. У складі клубу провів чотири сезони: в першому сезоні 2012/13 грав нерегулярно, однак з літа 2013 став основним захисником команди. За підсумками сезону 2015—2016 «Ганновер 96» опустився до Другої Бундесліги.
У червні 2016 року на правах вільного агента перейшов до «Олімпіка Марсель», в якому з першого сезону став гравцем основного складу.

## Виступи за збірні
З 2011 року  залучається до складу молодіжної збірної Японії. На молодіжному рівні зіграв у 14 офіційних матчах, забив 2 голи.
У 2012 році дебютував в офіційних матчах у складі національної збірної Японії. Наразі провів у формі головної команди країни 8 матчів.
У складі збірної був учасником розіграшу Кубка Конфедерацій 2013 року у Бразилії.

## Титули та досягнення
- Чемпіон Японії (1):

«Касіва Рейсол»: 2011
- Володар Кубка Імператора (1):

«Урава Ред Даймондс»: 2021
- Володар Суперкубка Японії (2):

«Касіва Рейсол»: 2012
«Урава Ред Даймондс»: 2022
Збірні
- Срібний призер Кубка Азії: 2019